# ブラッドフォード郡 (フロリダ州)
ブラッドフォード郡（英: Bradford County）は、アメリカ合衆国フロリダ州の北部に位置する郡である。2010年国勢調査での人口は28,520人であり、2000年の26,088人から9.3%増加した。郡庁所在地はスターク市（人口5,449人）であり、同郡で人口最大の都市でもある。郡内にはフロリダ州立刑務所など幾つかの州立矯正施設がある。

## 歴史
ブラッドフォード郡は1858年にニューリバー郡として設立された。郡名は1861年にブラッドフォード郡と改名された。これは南北戦争で闘い、サンタローザ島の戦いで戦死して、フロリダ州出身の南軍士官として最初に戦死した者になったリチャード・ブラッドフォード大尉に因んで名付けられた。1921年、郡領域からユニオン郡が分離して創設された。

## 地理
アメリカ合衆国国勢調査局に拠れば、郡域全面積は300.04平方マイル (777.1 km2)であり、このうち陸地293.13平方マイル (759.2 km2)、水域は6.91平方マイル (17.9 km2)で水域率は2.30%である。

### 隣接する郡
- ベイカー郡 - 北
- クレイ郡 - 東
- パットナム郡 - 南東
- アラチュア郡 - 南
- ユニオン郡 - 西
- デュバル郡 - 北東

### 国立保護地域
- オセオラ国立の森（部分）

## 人口動態
以下は2000年国勢調査による人口統計データである。
| 基礎データ - 人口: 26,088人 - 世帯数: 8,497 世帯 - 家族数: 6,194 家族 - 人口密度: 34人/km2（89人/mi2） - 住居数: 9,605軒 - 住居密度: 13軒/km2（33軒/mi2） 人種別人口構成 - 白人: 76.28% - アフリカン・アメリカン: 20.79% - ネイティブ・アメリカン: 0.34% - アジア人: 0.61% - 太平洋諸島系: 0.10% - その他の人種: 0.65% - 混血: 1.24% - ヒスパニック・ラテン系: 2.38% 年齢別人口構成 - 18歳未満: 21.9% - 18-24歳: 9.5% - 25-44歳: 32.1% - 45-64歳: 23.5% - 65歳以上: 12.9% - 年齢の中央値: 37歳 - 性比（女性100人あたり男性の人口） - 総人口: 127.0 - 18歳以上: 132.5 | 世帯と家族（対世帯数） - 18歳未満の子供がいる: 31.9% - 結婚・同居している夫婦: 55.4% - 未婚・離婚・死別女性が世帯主: 13.3% - 非家族世帯: 27.1% - 単身世帯: 22.9% - 65歳以上の老人1人暮らし: 9.7% - 平均構成人数 - 世帯: 2.58人 - 家族: 3.01人 収入と家計 - 収入の中央値 - 世帯: 33,140米ドル - 家族: 39,123米ドル - 性別 - 男性: 29,494米ドル - 女性: 20,745米ドル - 人口1人あたり収入: 14,226米ドル - 貧困線以下 - 対人口: 14.6% - 対家族数: 11.1% - 18歳未満: 18.3% - 65歳以上: 17.6% |

## 都市と町

### 法人化自治体
1. ブルッカー町
2. ハンプトン市
3. ローティ市
4. スターク市 - 郡庁所在地

## 政治
ブラッドフォード郡はフロリダ州北部の田園地帯にある郡と同様に、アメリカ合衆国大統領選挙や同下院議員選挙では共和党候補に投票する傾向にあるが、郡や州のレベルの選挙では現在でも保守派民主党候補を推すことがある。
| 年     | 共和党 | 民主党 | その他 |
| ------ | ------ | ------ | ------ |
| 2008年 | 69.5%  | 29.3%  | 1.2%   |
| 2004年 | 69.6%  | 29.9%  | 0.5%   |
| 2000年 | 62.4%  | 35.4%  | 2.2%   |
| 1996年 | 49.0%  | 40.7%  | 10.3%  |
| 1992年 | 44.0%  | 36.5%  | 20.2%  |
| 1988年 | 63.6%  | 36.0%  | 0.4%   |

## 州政府の機関
フロリダ州矯正省が郡内の未編入領域で幾つかの矯正施設を運営している。すなわちフロリダ州立刑務所、同西部ユニットおよびニューリバー郡矯正施設である。フロリダ州立刑務所は州内に2か所ある男性死刑囚収容施設の1つであり、処刑室もある。